# Lassi
Lassi er en traditionel indisk-pakistansk yoghurtdrik. Den oprindelig drik blev lavet ved at blande yoghurt, vand, salt og krydderi som for eksempel ingefær, kanel, muskat, chili, Spidskommen eller koriander til en skummende drik. 

## Varianter
I nyere tid bliver der også lavet sød lassi som er tilsat sukker, rosenvand og/eller mango, jordbær andre slags frugtjuice. Safran-lassi er en specialitet fra Sindh og Jodhpur i Rajasthan i Indien. Makhaniya-lassi er en lassi tilsat smør. (Makhan betyder smør på Hindi og Urdu).